# Indie orientali spagnole
Per Indie orientali spagnole (in spagnolo Indias Orientales Españolas) si intendevano i possedimenti della Spagna in Asia e nell'Oceano Pacifico, vale a dire Las Islas Filipinas (le odierne Filippine) e le relative dipendenze (l'isola di Guam, le Isole Marianne, le Isole Palau e le Isole Caroline). Dal punto di vista amministrativo, tutti questi territori furono organizzati in una Capitaneria Generale delle Filippine, che dipendeva dal Vicereame della Nuova Spagna. Dopo la Guerra ispano-americana del 1898 la maggior parte del territorio passò sotto gli Stati Uniti, mentre il resto fu venduto alla Germania l'anno seguente. Comunque i re spagnoli continuarono a usare il titolo di "Re delle Indie Orientali".

## Storia
I contatti spagnoli iniziarono già nel 1521, quando Ferdinando Magellano raggiunse le Isole Marianne. Guam venne chiamata come l'"Isla de ladrones", perché vi furono sottratti alcuni rifornimenti del galeone "Trinidad". Alla fine l'equipaggio di Magellano lasciò l'isola e raggiunse l'isola di Homhonhon nell'arcipelago delle Filippine con solo 150 uomini. Lì incontrarono gli indigeni e furono in grado di comunicare con loro perché l'interprete malese, Enrique di Malacca, era in grado di capire il linguaggio dei nativi.
Con lo scopo di sviluppare il commercio tra le Indie orientali e le Americhe attraverso l'Oceano Pacifico, Antonio de Mendoza incoraggiò l'esplorazione dei nuovi territori della Spagna, dato che commissionò la spedizione di Ruy López de Villalobos nelle Filippine nel 1542-43. Miguel López de Legazpi stabilì il primo insediamento spagnolo nel 1565, che divenne poi la città di San Miguel. Andrés de Urdaneta scoprì un'efficiente via di navigazione dalle Filippine al Messico. Nel 1570 la città di Manila venne conquistata e poco dopo iniziarono i collegamenti commerciali nei galeoni Manila-Acapulco.
I galeoni Manila-Acapulco trasportarono prodotti sia dall'Asia sia dalle Americhe, come seta, spezie, argento, oro ed altro. I prodotti portati dall'Asia-Pacifico venivano inviati a Veracruz per essere trasportati in Spagna ed infine commerciati negli altri Paesi europei. Intanto i coloni spagnoli e messicani portarono la loro lingua, la religione, i costumi, i cibi e le tradizioni culturali nell'arcipelago filippino e nelle isole del Pacifico.
Nel 1606 gli spagnoli stabilirono una forma di legame commerciale con le isole Maluku, che rimase fino al 1663. Furono stabili anche contatti con il Giappone e Sebastián Vizcaíno fu inviato come ambasciatore fino a quando il Giappone chiuse il suo emporio nel 1630. Nell'isola di Formosa, vicino all'odierna Keelung, gli spagnoli costruirono Fuerte Santo Domingo nel 1626 ed inviarono una missione nel Tanshui che occuparono fino al 1642. Alcune isole del Pacifico furono visitate dalle navi spagnole già nel corso del Cinquecento, come la Nuova Guinea, le Isole Salomone e le Isole Marchesi, ma non ci furono sforzi di colonizzarle.
Nel 1668 Diego Luis de San Vitores stabilì la prima missione nelle Isole Marianne. Il dominio spagnolo nelle Filippine fu brevemente interrotto nel 1762, quando le truppe britanniche invasero Manila.

## Governo coloniale
Per oltre 256 anni, le Indie Orientali Spagnole furono del Vicereame della Nuova Spagna, che era governato da Città del Messico dal 1565 al 1821. La Spagna prese diretto controllo delle isole dopo la Guerra d'indipendenza del Messico del 1821. Queste regioni furono governate da Madrid fino al 1898.

### La Capitaneria generale e l'Audiencia reale
La Capitaneria generale delle Filippine fu un'organizzazione amministrativa fondata nel 1565, e per oltre 333 anni fu governata dalla Real Audiencia di Manila, dal Vicereame della Nuova Spagna e dalla Corona spagnola.
Dopo la Guerra ispano-americana del 1898, diversi territori delle Indie orientali spagnole passarono in mano ad altri Paesi.

## Influenza culturale
L'influenza della Spagna sulle sue ex colonie in Asia-Pacifico è significativa, poiché attualmente la maggior parte della popolazione delle Filippine, Guam, Isole Marianne e Palau appartiene alla Chiesa cattolica. Queste nazioni presentano una piccola percentuale di nativi che discendono dai colonizzatori spagnoli e messicani, conosciuti come mestizos.

## Toponomastica
Gli spagnoli chiamarono diversi posti delle isole che però ora non vengono più usati, come "Gran Molucca" per l'isola di Mindanao, "Nueva Castilla" per l'isola di Luzon e "Nuevas Filipinas" per le Isole Caroline.